# ويلكوس (ساسكاتشوان)
ويلكوس (بالإنجليزية: Wilcox, Saskatchewan)‏ هي بلدة و قرية تقع في كندا في ساسكاتشوان. يقدر عدد سكانها بـ 322 نسمة ومساحتها 1.48 كم2 .

## أعلام
- دون ميتز
- روبرت هيو بيكرينغ
- نيك ميتز